# RAN Sevens 2023
Rugby Americas North Sevens 2023 – dwudzieste mistrzostwa strefy RAN w rugby 7 mężczyzn, oficjalne międzynarodowe zawody rugby 7 o randze mistrzostw kontynentu organizowane przez Rugby Americas North mające na celu wyłonienie najlepszej męskiej reprezentacji narodowej w tej dyscyplinie sportu w strefie RAN, które odbyły się wraz z turniejem żeńskim w kanadyjskim Langford w dniach 19–20 sierpnia 2023 roku. Areną zmagań był Starlight Stadium. Turniej służył również jako kwalifikacja do turnieju rugby 7 na Letnich Igrzyskach Olimpijskich 2024.

## Informacje ogólne
Rugby Canada otrzymał prawa do organizacji kontynentalnego turnieju pod koniec marca 2023 roku planując jego rozegranie na Starlight Stadium będącym gospodarzem sześciu edycji Canada Women’s Sevens. Zaproszenie było wystosowane do wszystkich trzynastu związków rugby z tego regionu afiliowanych przy World Rugby, początkowo przyjęło je dziewięć reprezentacji (podzielonych na trzy trzyzespołowe grupy), następnie ich liczba spadła do siedmiu, a ostatecznie do sześciu. Rywalizowały one w pierwszej fazie systemem kołowym podzielone na dwie trzyzespołowe grupy, po czym czołowe z każdej z nich awansowały bezpośrednio do półfinałów, zaś pozostałe cztery zmierzyły się w meczach ćwierćfinałowych o pozostałe dwa miejsca w tej fazie. Stawką mistrzostw prócz medali były także bezpośredni awans do turnieju rugby 7 na Letnich Igrzyskach Olimpijskich 2024 dla triumfatora oraz dla kolejnych dwóch zespołów prawo gry w turnieju barażowym do LIO 2024.
Faworyzowane zespoły USA i Kanady łatwo poradziły sobie zarówno z grupowymi, jak i półfinałowymi przeciwnikami. W finale – mimo iż stracili swoje pierwsze punkty w turnieju – wyraźnie lepsi okazali się reprezentanci USA kwalifikując się tym samym na LIO 2024, pozostali medaliści – Kanada oraz Meksyk – awansowali zaś do światowego turnieju barażowego.
Zawody były transmitowane m.in. przez CBC.

## Faza grupowa

### Grupa A
| 19 lipca 202310:52 | Meksyk | 35:7 | Bermudy | Starlight Stadium, Langford |
| 19 lipca 202310:52 |        | 35:7 |         | Starlight Stadium, Langford |

| 19 lipca 202313:36 | Stany Zjednoczone | 62:0 | Bermudy | Starlight Stadium, Langford |
| 19 lipca 202313:36 |                   | 62:0 |         | Starlight Stadium, Langford |

| 19 lipca 202316:20 | Meksyk | 0:40 | Stany Zjednoczone | Starlight Stadium, Langford |
| 19 lipca 202316:20 |        | 0:40 |                   | Starlight Stadium, Langford |

### Grupa B
| 19 lipca 202311:14 | Jamajka | 29:0 | Barbados | Starlight Stadium, Langford |
| 19 lipca 202311:14 |         | 29:0 |          | Starlight Stadium, Langford |

| 19 lipca 202313:58 | Kanada | 38:0 | Barbados | Starlight Stadium, Langford |
| 19 lipca 202313:58 |        | 38:0 |          | Starlight Stadium, Langford |

| 19 lipca 202316:42 | Jamajka | 12:21 | Kanada | Starlight Stadium, Langford |
| 19 lipca 202316:42 |         | 12:21 |        | Starlight Stadium, Langford |

## Faza pucharowa

### Drabinka
|  | Ćwierćfinały | Ćwierćfinały | Ćwierćfinały |  |  | Półfinały         | Półfinały         | Półfinały         |    |        | Finał   | Finał   | Finał |
|  |              |              |              |  |  |                   |                   |                   |    |        |         |         |       |
|  |              |              |              |  |  |                   |                   |                   |    |        |         |         |       |
|  |              |              |              |  |  | Kanada            | Kanada            | 54                |    |        |         |         |       |
|  | Meksyk       | Meksyk       | 29           |  |  | Meksyk            | Meksyk            | 5                 |    |        |         |         |       |
|  | Barbados     | Barbados     | 5            |  |  |                   |                   |                   |    | Kanada | Kanada  | 14      |       |
|  |              |              |              |  |  |                   | Stany Zjednoczone | Stany Zjednoczone | 24 |        |         |         |       |
|  |              |              |              |  |  | Stany Zjednoczone | Stany Zjednoczone | 30                |    |        |         |         |       |
|  | Jamajka      | Jamajka      | 45           |  |  | Jamajka           | Jamajka           | 0                 |    |        |         |         |       |
|  | Bermudy      | Bermudy      | 0            |  |  |                   |                   |                   |    |        |         |         |       |
|  |              |              |              |  |  |                   |                   |                   |    |        | Meksyk  | Meksyk  | 10    |
|  |              |              |              |  |  |                   |                   |                   |    |        | Jamajka | Jamajka | 7     |

### Ćwierćfinały
| 20 lipca 202311:40 | Meksyk | 29:5 | Barbados | Starlight Stadium, Langford |
| 20 lipca 202311:40 |        | 29:5 |          | Starlight Stadium, Langford |

| 20 lipca 202312:07 | Jamajka | 45:0 | Bermudy | Starlight Stadium, Langford |
| 20 lipca 202312:07 |         | 45:0 |         | Starlight Stadium, Langford |

### Półfinały
| 20 lipca 202314:02 | Kanada | 54:5 | Meksyk | Starlight Stadium, Langford |
| 20 lipca 202314:02 |        | 54:5 |        | Starlight Stadium, Langford |

| 20 lipca 202314:29 | Stany Zjednoczone | 30:0 | Jamajka | Starlight Stadium, Langford |
| 20 lipca 202314:29 |                   | 30:0 |         | Starlight Stadium, Langford |

### Mecz o 5. miejsce
| 20 lipca 202314:56 | Barbados | 31:0 | Bermudy | Starlight Stadium, Langford |
| 20 lipca 202314:56 |          | 31:0 |         | Starlight Stadium, Langford |

### Mecz o 3. miejsce
| 20 lipca 202316:57 | Meksyk | 10:7 | Jamajka | Starlight Stadium, Langford |
| 20 lipca 202316:57 |        | 10:7 |         | Starlight Stadium, Langford |

### Mecz o 1. miejsce
| 20 lipca 202317:28 | Kanada | 14:24 | Stany Zjednoczone | Starlight Stadium, Langford |
| 20 lipca 202317:28 |        | 14:24 |                   | Starlight Stadium, Langford |

## Klasyfikacja końcowa
| Miejsce | Reprezentacja     | Uwagi                                                         |
| ------- | ----------------- | ------------------------------------------------------------- |
| 1       | Stany Zjednoczone | awans na: LIO 2024                                            |
| 2       | Kanada            | awans do: baraży o LIO 2024                                   |
| 3       | Meksyk            | awans do: baraży o LIO 2024, kwalifikacji do WRSS (2024/2025) |
| 4       | Jamajka           | -                                                             |
| 5       | Barbados          | -                                                             |
| 6       | Bermudy           | -                                                             |